# Banco Clydesdale

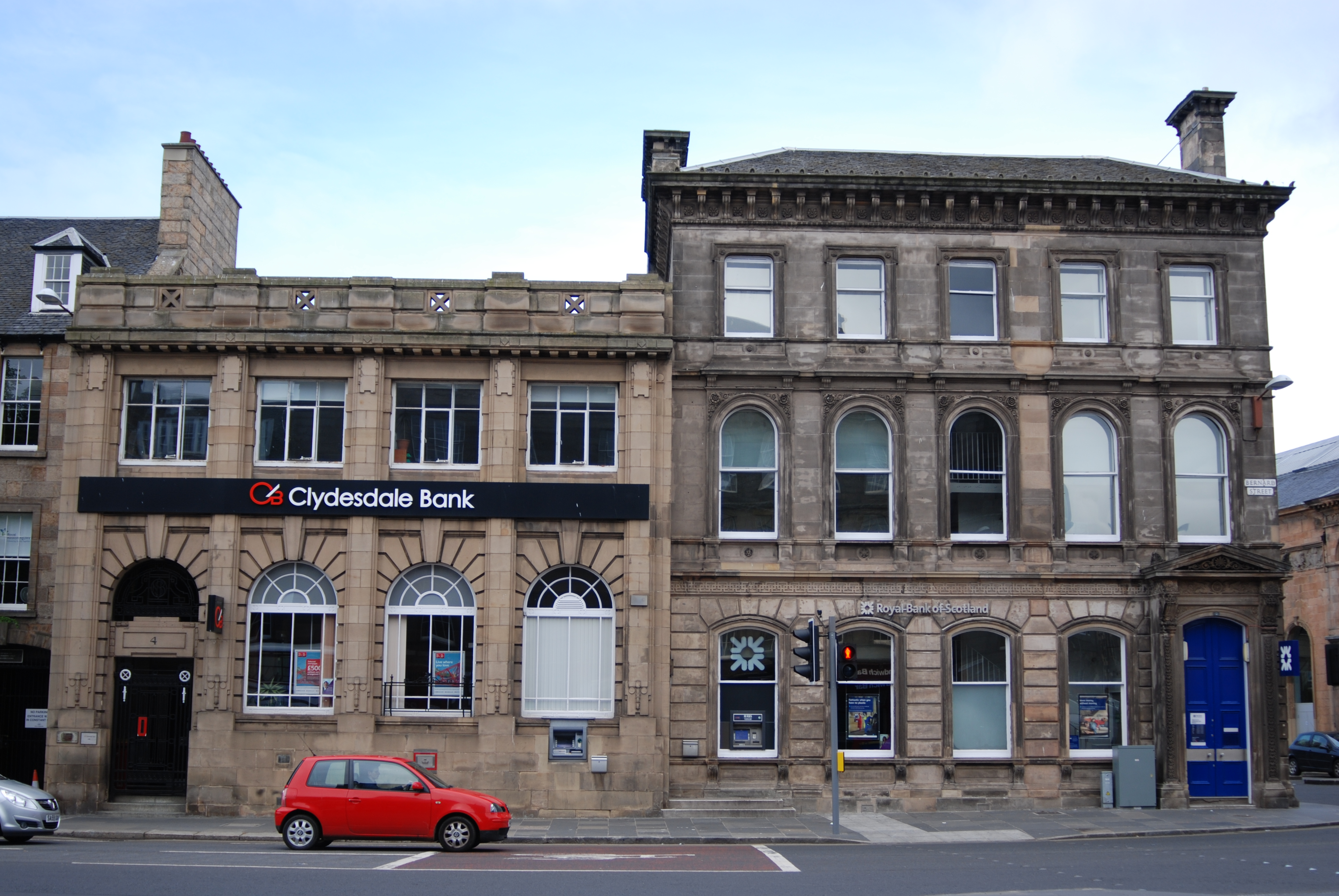
Banco Clydesdale, en Leith

El Banco Clydesdale es un banco comercial en Escocia. Formado en Glasgow en 1838, es el más pequeño de tres bancos escoceses. Fue independiente hasta que fue comprado por el Banco Midland en 1920 y fue vendido a sus actuales propietarios, el Banco Nacional de Australia (NAB por sus siglas en inglés) en 1987. Comparte una licencia bancaria con otra subsidiaria NAB británica, el Banco Yorkshire, aunque la licencia esta en manos de Clydesdale.
Al igual que los otros dos bancos escoceses, el Bank of Scotland y The Royal Bank of Scotland, se reserva el derecho de emitir sus propios billetes.

## Historia

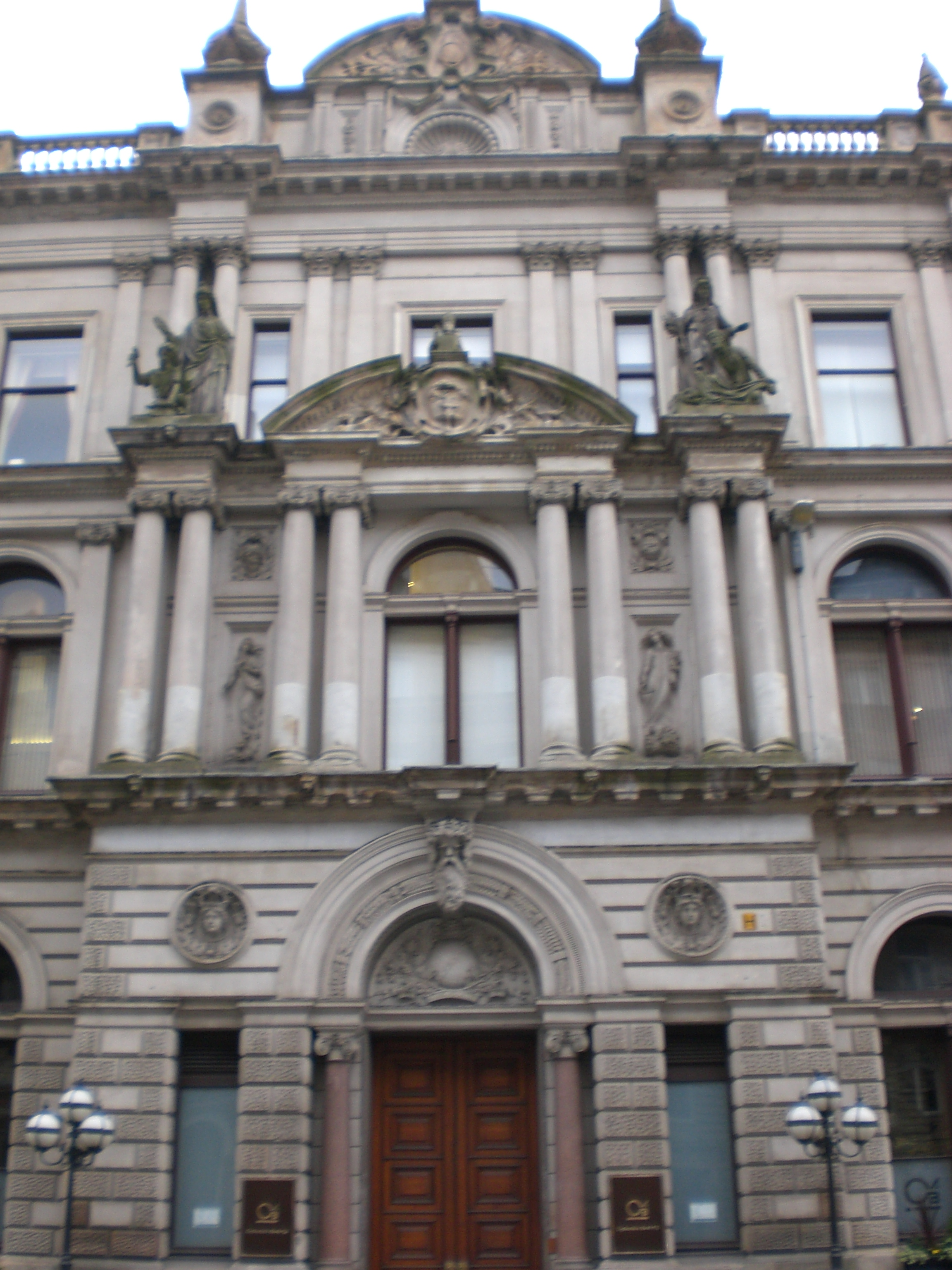
La sede del banco Clydesdale en St Vincent Place, Glasgow

### Formación
En marzo de 1838, apareció un anuncio de una nueva sociedad anónima bancaria en Glasgow, de la empresa bancaria Clydesdale. Al principio iba a ser "un banco local – con algunas sucursales –pero con corresponsales de todo el mundo" aunque reconocieron que sería necesario una sucursal en Edimburgo. El banco abrió para los negocios en ambas ciudades en mayo de 1838. Checkland describió al banco como la creación de "un grupo de hombres de negocios de Glasgow de orden mediocre, radicales liberales…que estuvieron activos en el gobierno y obras de caridad de la ciudad."
La figura motriz detrás de la formación del banco fue James Lumsden, un papelero de la empresa, consejero, comisionado de la policía y, más tarde, Alcalde de Glasgow. Otro miembro del comité fundador, Henry Brock, se convirtió en el primer gerente del banco. Brock venía de una familia de comerciantes, era contador y uno de los fundadores de la Caja de Ahorros de Glasgow. A pesar de la declaración en el anuncio, un año después de la formación del banco, se abrieron tres sucursales de Glasgow, así como las primeras sucursales en Campbeltown y Falkirk; otras siete habían sido abiertas en 1844. Estas se complementaron con la adquisición del banco Greenock Union; formado en 1840, el cual tenía cuatro sucursales en el interior de Glasgow.

### Expansión
Tras la compra de Greenock Union, hubo pequeños cambios en la estructura del banco y solo había trece sucursales en 1857. En ese año, Clydesdale se convirtió en el primer banco de Escocia en producir una hoja de balance impresa, mostrar activos por £2,7m y una utilidad neta de 70.000 libras esterlinas. La divulgación pública de sus fortalezas se situaron en una buena posición unos meses después de que el Banco Western de Escocia cerrara sus puertas, seguida al día siguiente por el primer cierre del Banco de la Ciudad de Glasgow. Clydesdale no solo ganó clientes también obtuvo trece sucursales de Western. Unos meses más tarde fue la adquisición de Edinburgh and Glasgow Bank, el cual había sido debilitado por las mismos disturbios económicos. El banco Edinburgh & Leith, en un principio, se había formado en 1838 "para el beneficio de las clases medias industriales'" y había comprado el Banco del Sur de Escocia con sede en Dumfries en 1842 y el banco Joint Stock en Glasgow en 1844, a este último se le cambió el nombre por el de Edinburgh & Glasgow Bank. Los préstamos pobres en el periodo de 1845–47, particularmente en Australia, persiguieron al banco durante los diez años siguientes y fue asumida finalmente por Clydesdale por una contraprestación nula; Clydesdale retuvo 19 de sus 27 oficinas. Cinco años más tarde, en 1863, Clydesdale adquirió el exitoso Eastern Bank of Scotland, como Clydesdale, también fundado en 1838. Con sede en Dundee, el banco tenía dos oficinas separadas, una en Dundee, y la otra en Edimburgo. Antes de la apertura del negocio, adquirieron el Banco Comercial de Dundee para servir como su oficina en Dundee. Las dificultades con los dos consejos trabajando juntos llevaron al banco de Edimburgo a la liquidación y al del Este a convertirse en el banco de Dundee; su adquisición le dio Clydesdale sus primeros intereses al norte del Río Tay.
Gran parte del crecimiento de la red del banco había venido de las adquisiciones y de la administración, las cuales se mantuvieron cautelosas con respecto a la expansión directa de las sucursales. Sin embargo, en 1865, fue formado un comité para examinar las perspectivas y las 16 sucursales que fueron abiertas en dos años. En 1874 el banco Clydesdale fue al sur de la frontera y abrió tres sucursales en Cumberland, pero esto fue visto como comercio existente en lugar de hacer un esfuerzo específico para entrar en el mercado inglés. De hecho, Clydesdale fue uno de los últimos bancos escoceses en adquirir una oficina en Londres (1877). En 1878, el Banco de la Ciudad de Glasgow falló por segunda ocasión, lo que llevó de nuevo, a un aumento en los depósitos de Clydesdale y la adquisición de nueve sucursales en Glasgow. La magnitud del colapso llevó a un nuevo debate sobre la conveniencia en la deuda limitada y, a raíz de la legislación en 1879 (que permite la deuda fija en acciones), el banco Clydesdale registró una sociedad de deuda limitada en 1882.
Reid describió el periodo de 1890–1914 como "los años tranquilos", pero eso no impidió la constante expansión en las red de sucursales, – de 92 a 153. Esto fue para marcar el final de la independencia existente de Clydesdale. En 1917 el banco fue abordado por London City y Midland (más tarde Midland Bank) y, aunque al inicio se resistieron, el banco Clydesdale fue vendido en 1920. Sin embargo, continuo operando de manera independiente y siempre refiriéndose como un afiliado y no como una subsidiaria. Los bancos de Glasgow sufrieron más que otros en la depresión económica del período entre guerras, y de ser el prestamista más grande en Escocia en 1920, pasó a ser el quinto lugar en 1939. A pesar de esto, el banco continuo abriendo sucursales, particularmente en zonas de crecimiento exportador, y la red se incrementó de 158 en 1919 a 205 en 1939.

### La época de Midland
Midland también había adquirido el banco de North of Scotland en 1923 pero la gerencia de Aberdeen se había resistido a cualquier a cualquier intento de fusión con Clydesdale. Sin embargo, el cambio en el mercado competitivo después de la Segunda Guerra Mundial hizo que los dos bancos no pudieran seguir siendo independientes y en 1950 se fusionaron para convertirse en el banco de Clydesdale y North of Scotland (pronto reducido a Banco Clydesdale). Clydesdale tenía 189 sucursales y North of Scotland 161, abarcando 221 ciudades entre ellos. De los ocho bancos escoceses, Clydesdale había sido el tercer más grande en depósitos, siendo el de North of Scotland el más pequeño. El banco fusionado se convirtió en el más grande de Escocia en términos de depósitos, anticipos y sucursales. Sin embargo, para 1969, las fusiones de cualquier lugar habían reducido el número de bancos de Escocia a tres, siendo ahora Clydesdale el más pequeño. Midland necesitaba racionalizar a Clydesdale pero se resistió. Midland también necesitaba capital adicional y su solución para ambos problemas fue vender Clydesdale (junto con las subsidiarias irlandesas de Midland) al Banco Nacional de Australia en 1987.

## Billetes

### Historia de los billetes
Hasta mediados del siglo XIX, se les permitió a los bancos de propiedad privada en Gran Bretaña e Irlanda emitir sus propios billetes, y el dinero emitido por las empresas bancarias de la provincia escocesa, inglesa, galesa e irlandesa circulaban libremente como medio de pago. Mientras que el Banco de Inglaterra finalmente ganó el monopolio de la emisión de billetes en Inglaterra y Gales, los bancos de Escocia y de Irlanda del Norte conservan el derecho de emitir sus propios billetes y continúan haciéndolo hasta hoy. En Escocia, el Banco Clydesdale, junto con The Royal Bank of Scotland y Bank of Scotland, siguen imprimiendo sus propios billetes.

### Emisión en 2009
Los diseños actuales fueron lanzados en otoño de 2009. Los diseños del anverso cuentan con escoceses famosos mientras que al reverso cuentan con diseños del Patrimonio de la Humanidad de la UNESCO.
| Imagen  | Imagen  | Valor | Color principal | Color principal | Diseño                      | Diseño                                   |
| Anverso | Reverso | Valor | Color principal | Color principal | Anverso                     | Inverso                                  |
| ------- | ------- | ----- | --------------- | --------------- | --------------------------- | ---------------------------------------- |
|         |         | £5    |                 | Azul            | Sir Alexander Fleming       | St Kilda                                 |
|         |         | £10   |                 | Amarillo-Café   | Robert Burns                | El viejo Edimburgo y las nuevas ciudades |
|         |         | £20   |                 | Morado          | El Rey Roberto I de Escocia | New Lanark                               |
|         |         | £50   |                 | Verde           | Elsie Inglis                | El Muro de Antonino                      |
|         |         | £100  |                 | Rojo            | Charles Rennie Mackintosh   | Neolithic Orkney                         |

### Edición anterior
En la serie anterior de Clydesdale se observa una persona destacada de la historia de Escocia:
- En el billete de 5 libras aparece Robert Burns en el anverso y una viñeta de un ratón de campo del poema de Burns To a Mouse en el reverso.
- En el billete de 10 libras aparece Mary Slessor en el frente y una viñeta de un mapa de Calabar y escenas misioneras africanas en la parte posterior.
- En el billete de 20 libras aparece Robert the Bruce en el frente y una viñeta de Bruce a caballo con un fondo del Castillo de Stirling en la parte posterior.
- En el billete de 50 libras aparece Adam Smith en el anverso y una viñeta de herramientas de la industria con un fondo de barcos de vela en la parte posterior.
- En el billete de 100 libras aparece Lord Kelvin en el anverso y una viñeta de la Universidad de Glasgow en el reverso.

Una imagen de Smith también aparece en el billete de £20 emitido por el Banco de Inglaterra, el otorgamiento de Smith es la única situación donde una persona aparece en billetes emitidos por dos bancos británicos diferentes, y el primer escocés en aparecer en un billete del Banco de Inglaterra.

### Ediciones anteriores
El Banco Clydesdale dejó de emitir billetes de £1 a finales de la década de 1980. Estos últimos tenían una imagen de Robert the Bruce, mientras que los billetes contemporáneos de £20 tenían una imagen del Lord Kelvin.
Los billetes de £10 emitidos a partir de 1971 llevaban una imagen del explorador escocés David Livingstone con hojas de palmera y una ilustración de las tribus africanas en la parte posterior. Una edición posterior mostraba a Livingstone con un gráfico de fondo de un mapa de la expedición Zambezi de Livingstone, que muestra el Río Zambeze, las cataratas Victoria, el lago Nyasa y Blantyre, Malawi; al reverso, las figuras africanas fueron reemplazadas con una imagen del lugar de nacimiento de Livingstone en Blantyre.

### Billetes conmemorativos
En algunas ocasiones el Banco Clydesdale emite billetes especiales conmemorativos para conmemorar ocasiones especiales o para celebrar a gente famosa. Estos billetes con muy buscadas por los coleccionistas y rara vez permanecen mucho tiempo en circulación. Algunos ejemplos hasta la fecha han sido:
- un billete de £5 emitido en 1996 para conmemorar la poesía de Robert Burns. En la parte de enfrente de los billetes se encuentra una sobreimpresión de sus poemas encima del retrato.[13]
- un billete de £10 emitido en 1997 para conmemorar el trabajo de Mary Slessor. En la parte posterior del billete esta el mapa de Calabar y Mary Slessor junto con un grupo de africanos.
- un billete de £20 para la reunión de la Comunidad Británica de Naciones en Edimburgo, en octubre de 1997, mostrando al reverso el Centro Internacional de Conferencias en Edimburgo, donde se llevó a cabo la reunión, junto con el Castillo de Edimburgo en el fondo y el nuevo edificio del Banco Clydesdale en Tollcross, Edimburgo.
- un billete de £20 para conmemorar las celebraciones de Glasgow así como la Ciudad de Reino Unido de Arquitectura y Diseño, representando un retrato del arquitecto de Glasgow Alexander "Greek" Thomson; en el reverso esta una ilustración del Edificio del Faro por Charles Rennie Mackintosh y la cúpula de la Casa Holmwood de Thomson (1999)
- un billete de £20 para conmemorar el 700 aniversario de la coronación de Robert the Bruce, con el escudo de armas utilizadas por Bruce en la parte frontal y una narrativa que conmemora el aniversario en la parte de atrás.
- un billete de £10 para conmemorar el patrocinio del banco del equipo escocés de los Juegos de la Mancomunidad, representando el logotipo del equipo en la parte frontal, y en la parte de atrás un montaje de todos los eventos en los juegos (2006).
- un billete de £5 presentando un retrato de Sir William Arrol y la imagen del Puente Forth. Además se emitirá en polímero en 2015, para conmemorar el 125 aniversario del puente.[14]

## Juegos de la Mancomunidad
En marzo de 2005, el Banco Clydesdale se convirtió en uno de los socios oficiales del equipo escocés de los Juegos de la Mancomunidad, en los Juegos de la Mancomunidad de 2006 en Melbourne, Australia. Este patrocinio se apoya en la relación formada por su matriz, NAB Group, que son uno de los patrocinadores de los juegos, así como un socio clave con el equipo australiano, mientras que la compañía asociada, Bank of New Zealand, ha unido sus fuerzas para apoyar a su equipo nacional. El banco también dio a conocer una serie de billetes de Diez Libras  (£10) relacionados con los Juegos de la Mancomunidad para la ocasión.